# Distrikt Coviriali
Der Distrikt Coviriali liegt in der Provinz Satipo in der Region Junín in Zentral-Peru. Der Distrikt wurde am 26. März 1965 gegründet. Er hat eine Fläche von 97,6 km². Beim Zensus 2017 wurden 5778 Einwohner gezählt. Im Jahr 1993 lag die Einwohnerzahl 3457, im Jahr 2007 bei 5266. Sitz der Distriktverwaltung ist die 700 m hoch gelegene Stadt Coviriali mit 312 Einwohnern (Stand 2017). Coviriali liegt 4 km südsüdöstlich der Provinzhauptstadt Satipo.

## Geographische Lage
Der Distrikt Coviriali liegt im Nordwesten der Provinz Satipo an der Ostflanke der peruanischen Zentralkordillere. Der Río Satipo fließt entlang der nordwestlichen Distriktgrenze nach Norden.
Der Distrikt Coviriali grenzt im Westen an den Distrikt Pampa Hermosa, im Norden an den Distrikt Satipo, im Osten an den Distrikt Mazamari sowie im Süden an den Distrikt Llaylla.